# Lillsävarträsket
Lillsävarträsket är en sjö i Umeå kommun och Vindelns kommun i Västerbotten och ingår i Sävaråns huvudavrinningsområde. Sjön har en area på 5,87 kvadratkilometer och ligger 240 meter över havet. Lillsävarträsket ligger i Sävarån Natura 2000-område. Sjön avvattnas av vattendraget Sävarån (Lossmenån). Vid provfiske har bland annat abborre, gers, gädda och lake fångats i sjön.

## Delavrinningsområde
Lillsävarträsket ingår i det delavrinningsområde (714565-170587) som SMHI kallar för Utloppet av Lillsävarträsket. Medelhöjden är 253 meter över havet och ytan är 26,79 kvadratkilometer. Räknas de 54 avrinningsområdena uppströms in blir den ackumulerade arean 391,59 kvadratkilometer. Avrinningsområdets utflöde Sävarån (Lossmenån) mynnar i havet. Avrinningsområdet består mestadels av skog (54 procent) och sankmarker (19 procent). Avrinningsområdet har 6,43 kvadratkilometer vattenytor vilket ger det en sjöprocent på 24 procent.

## Fisk
Vid provfiske har följande fisk fångats i sjön:
- Abborre
- Gärs
- Gädda
- Lake
- Mört
- Siklöja